# Florica (okręg Buzău)
Florica – wieś w Rumunii, w okręgu Buzău, w gminie Florica. W 2011 roku liczyła 1597 mieszkańców.